# Березовое (озеро, Бежаницкий район)
Березовое — озеро в муниципальном образовании «Полистовское» Бежаницкого района Псковской области.
Площадь — 0,9 км² (93,4 га). Максимальная глубина — 6,0 м, средняя глубина — 3,0 м.
Сточное. Окружено болотом. Водное зеркало круглой формы. Относится к бассейну реки Гвозденка, притока реки Шиповская (канала Шиповская), относящиеся к бассейну реки Полисть. Ближайший населённый пункт — деревня Шабаново Добрывичской волости — находится в 5,0 км к юго-западу от озера.
Тип озера плотвично-окунёвый. Массовые виды рыб: плотва, окунь, щука, краснопёрка, золотой карась, линь, вьюн.
Для озера характерны: торфяно-илистое дно, сплавины; бывают заморы.